# Моњика Пирек
Моњика Зофија Пирек-Рокита (пољ. Monika Zofia Pyrek-Rokita; Гдиња, 11. август 1980) је пољска атлетичарка која се такмичи у скоку мотком.
Данас живи у Шчећину и тренер је у истоименом клубу.
Заједно са Аном Роговском, својом вршњакињом такође рођеном у Гдињи, учествовала је на свим великим светским и европским такмичењима и са којом се смењује у постављању рекорда Пољске у скоку мотком. Тренутно оба рекорда (у затвореном и отвореном) држи Ана Роговска.
Лични рекорди Моњике Пирек:
- на отвореном 4,82 постигнут у Штутгарту 22. септембар 2007.
- у дворани 4,76 постигнут у Доњецку 12. фебруар 2006.

Значајнији резултати:
| Год.  | Такмичење                           | Место                        | Плас. | Рез.    |
| ----- | ----------------------------------- | ---------------------------- | ----- | ------- |
| 1998  | Светско јуниорско првенство         | Annecy, Француска            | 2     | 4,10    |
| 1998  | Европско првенство на отвореном     | Будимпешта, Мађарска         | 7     | 4,15    |
| 1999  | Светско првенство у дворани         | Маебаши, Јапан               | 11    | 4,20    |
| 2000  | Олимпијске игре                     | Сиднеј, Аустралија           | 7     | 4,40    |
| 2001  | Светско првенство на отвореном      | Едмонтон, Канада             | 3     | 4,55    |
| 2001  | Европско првенство на отвореном U23 | Амстердам, Холандија         | 1     |         |
| 2002  | Европско првенство у дворани        | Беч, Аустрија                | 2     | 4,60    |
| 2003  | Светско првенство у дворани         | Бирмингем, УК                | 3     | 4,45    |
| 2003  | Светско првенство на отвореном      | Париз, Француска             | 4     | 4,55    |
| 2003  | Светско атлетско финале             | Монте Карло, Монако          | 4     | 4,50    |
| 2004  | Светско првенство у дворани         | Будимпешта, Мађарска         | 5     | 4,50    |
| 2004  | Олимпијске игре                     | Атина, Грчка                 | 4     | 4,55    |
| 2005  | Европско првенство у дворани        | Мадрид, Шпанија              | 3     | 4,70    |
| 2005  | Светско првенство на отвореном      | Хелсинки, Финска             | 2     | 4,60    |
| 2005  | Светско атлетско финале             | Монте Карло, Монако          | 2     | 4,62    |
| 2006  | Светско првенство у дворани         | Москва, Русија               | 4     | 4,65    |
| 2006  | Европско првенство на отвореном     | Гетеборг, Шведска            | 2     | 4,65    |
| 2006  | Светско атлетско финале             | Штутгарт, Немачка            | 2     | 4,65    |
| 2007  | Светско првенство на отвореном      | Осака, Јапан                 | 4     | 4,75    |
| 2007  | Светско атлетско финале             | Штутгарт, Немачка            | 2     | 4.82 ЛР |
| 2008  | Светско првенство у дворани         | Валенсија, Шпанија           | 3     | 4,70    |
| 2008  | Олимпијске игре                     | Пекинг, Кина                 | 5     | 4,70    |
| 2009. | Светско првенство на отвореном      | Берлин, Немачка              | 2     | 4,65    |
| 2011  | Светско првенство на отвореном      | Тегу, Јужна Кореја           | 10    | 4.50    |
| 2012  | Европско првенство                  | Хелсинки, Финска             | 13    | 4,35    |
| 2012  | Олимпијске игре                     | Лондон, Уједињено Краљевство | 15    | 4,40    |